# Trachylejeunea subcrenulata
Trachylejeunea subcrenulata là một loài Rêu trong họ Lejeuneaceae. Loài này được (Herzog) R.M. Schust. miêu tả khoa học đầu tiên năm 1963.